# لشکر ۷ پیاده (ایالات متحده آمریکا)
لشکر ۷ پیاده (انگلیسی: 7th Infantry Division) لشکر پیاده‌نظام نیروی زمینی ایالات متحده آمریکا و تحت امر سپاه اول است، که در سال ۱۹۱۷ تأسیس شد. ستاد فرماندهی و پادگان لشکر ۷ پیاده در پایگاه شکاری لوئیس-مک‌کرود، واشینگتن قرار دارد.
لشکر ۷ پیاده یک ستاد اداری غیرقابل استقرار نیروی زمینی ایالات متحده مستقر در پایگاه مشترک لوئیس-مک‌کورد است. این ستاد وظیفه حفظ توانایی دو تیم رزمی تیپ پیاده‌نظام استرایکر، یک تیپ هوابرد رزمی و یک واحد توپخانه لشکر و همچنین آماده‌سازی واحدها برای چندین رزمایش سالانه ارتش ایالات متحده در اقیانوس آرام را برعهده دارد. لشکر هفتم پیاده‌نظام تنها ستاد لشکر چند جزئی فعال در ارتش است. سرلشکر میشل ای. اشمیت فرماندهی این لشکر را بر عهده دارد. لشکر هفتم پیاده همچنین میزبان دو مورد از جدیدترین قابلیت‌های میدان نبرد توانمند ارتش، یعنی نیروی ویژه چند دامنه‌ای و گردان اطلاعاتی، سایبری، جنگ الکترونیک و قابلیت‌های فضایی است.
این لشکر برای اولین بار در دسامبر ۱۹۱۷ در جنگ جهانی اول فعال شد و در بیشتر تاریخ خود در فورت ارد، کالیفرنیا مستقر بوده است. اگرچه عناصر این لشکر در جنگ جهانی اول خدمت فعال کوتاهی داشتند، اما بیشتر به خاطر مشارکتش در جبهه اقیانوس آرام در جنگ جهانی دوم شناخته می‌شود، جایی که در درگیری با ارتش امپراتوری ژاپن در جزایر آلوتیان، لیت و اوکیناوا تلفات سنگینی متحمل شد. پس از تسلیم ژاپن در سال ۱۹۴۵، این لشکر در ژاپن و کره مستقر شد و با شروع جنگ کره در سال ۱۹۵۰ یکی از اولین واحدهای عملیاتی بود. این لشکر در عملیات اینچئون لندینگ و پیشروی به سمت شمال شرکت کرد تا اینکه نیروهای چینی ضد حمله کردند و تقریباً لشکر پراکنده را در هم شکستند. لشکر هفتم بعداً در نبرد پورک چاپ هیل و نبرد اولد بالدی جنگید.
پس از پایان جنگ کره، این لشکر تا اواسط دهه ۱۹۶۰ در کمپ کیسی مستقر بود و واحدهای توپخانه از لشکر اول سواره نظام درست در جنوب منطقه غیرنظامی کره پشتیبانی می‌کردند. در اواخر دهه ۱۹۸۰، این لشکر به‌طور خلاصه در عملیات قرقاول طلایی در هندوراس و عملیات آرمان عادلانه در پاناما در خارج از کشور حضور داشت. در اوایل دهه ۱۹۹۰، این لشکر در عملیات گرین سویپ و در جریان شورش‌های لس‌آنجلس در سال ۱۹۹۲، از مقامات غیرنظامی حمایت داخلی کرد. در سال ۱۹۹۴، این لشکر غیرفعال شد و چند واحد به فورت لوئیس و فورت ارد منتقل شدند. در ژوئن ۱۹۹۹، لشکر هفتم در فورت کارسون، کلرادو، دوباره فعال شد و شامل سه تیپ گارد ملی بود. گردان اول، پیاده نظام ۱۶۲ گارد ملی ارتش اورگان، به لشکر هفتم پیاده متصل شد و از سال ۲۰۰۳ تا ۲۰۰۴ برای عملیات آزادی عراق مستقر شد. نقش نهایی این لشکر، آموزش و ارزیابی تیپ‌های گارد ملی ارتش بود که تا زمان غیرفعال شدنش در سال ۲۰۰۶، این وظیفه را برعهده داشت.
در ۲۶ آوریل ۲۰۱۲، وزارت دفاع از فعال شدن مجدد ستاد لشکر هفتم پیاده که از مأموریت سپاه اول پشتیبانی می‌کرد، خبر داد.